# Dasychira alboschistacea
Dasychira alboschistacea är en fjärilsart som beskrevs av Rothschild 1915. Dasychira alboschistacea ingår i släktet Dasychira och familjen tofsspinnare. Inga underarter finns listade i Catalogue of Life.